# Christopher Theodor Hök
Fredrik Christopher Theodor Hök (7 de abril de 1807-16 de marzo de 1877) fue un micólogo, y taxónomo sueco.

## Algunas publicaciones
- fredrik christopher theodor Hök. 1835. Boleti, fungorum generis, illustratio quam consens. ampliss. facult. philos. Upsal. praeside Elia Fries oecon. pract. profess. p.p. C.T. Hök Smolandus. in audit. Gustav. die XIII Junii MDCCCXXXV. h.p.m.s. Editor Excudebant regiae academiae typographi, 14 p.